# Kristian Sarkies
Kristian Sarkies (Melbourne, 25 ottobre 1986) è un ex calciatore australiano, di ruolo centrocampista.

## Carriera

### Club
Ha giocato dal 2003 al 2012 nella massima serie australiana.

### Nazionale
Ha partecipato ai Mondiali Under-20 nel 2005 ed ai Giochi Olimpici di Pechino nel 2008.
Tra il 2006 ed il 2008 ha giocato invece 2 partite in nazionale maggiore.